# Youth Cup w kombinacji norweskiej 2024/2025
Sezon 2024/2025 Youth Cup w kombinacji norweskiej. Rywalizacja rozpoczęła się 23 sierpnia 2024 w austriackim Tschagguns, natomiast zakończyła się 19 stycznia 2025 w czeskim Harrachovie.
W grupie Youth I w sezonie 2024/2025 startowali zawodnicy urodzeni w latach 2010-2012, natomiast w grupie Youth II zawodnicy urodzeni w latach 2007-2009.

## Kalendarz i wyniki Youth I
| Lp. | Data             | Miejscowość | Konkurencja           | 1. miejsce       | 2. miejsce                 | 3. miejsce                 |
| --- | ---------------- | ----------- | --------------------- | ---------------- | -------------------------- | -------------------------- |
| 1.  | 23 sierpnia 2024 | Tschagguns  | Gundersen HS66/2,4 km | Simon Grossegger | Leon Kristoffer Kjøllestad | Marek Potančok             |
| 2.  | 24 sierpnia 2024 | Tschagguns  | Gundersen HS66/2,8 km | Max Mammey       | Simon Grossegger           | Till Messerschmidt         |
| 3.  | 18 stycznia 2025 | Harrachov   | Gundersen HS73/3,8 km | Aaron Hochenegg  | Simon Grossegger           | Leon Kristoffer Kjøllestad |
| 4.  | 19 stycznia 2025 | Harrachov   | Gundersen HS73/2,5 km | Simon Grossegger | Aaron Hochenegg            | Leon Kristoffer Kjøllestad |

## Kalendarz i wyniki Youth II
| Lp. | Data             | Miejscowość | Konkurencja           | 1. miejsce             | 2. miejsce             | 3. miejsce           |
| --- | ---------------- | ----------- | --------------------- | ---------------------- | ---------------------- | -------------------- |
| 1.  | 23 sierpnia 2024 | Tschagguns  | Gundersen HS66/3,6 km | Alvin Le               | Lovro Percl Seručnik   | Mikołaj Wantulok     |
| 2.  | 24 sierpnia 2024 | Tschagguns  | Gundersen HS66/5,6 km | Alvin Le               | Anže Brecl             | Hektor Kapustík      |
| 3.  | 18 stycznia 2025 | Harrachov   | Gundersen HS73/6,3 km | Levi Hofmann           | Maximilian Vorderegger | Jáchym Hrdina        |
| 4.  | 19 stycznia 2025 | Harrachov   | Gundersen HS73/5 km   | Maximilian Vorderegger | Levi Hofmann           | Rostysław Kiraszczuk |

## Klasyfikacje
| Lp. | Zawodnik                   | Punkty |
| --- | -------------------------- | ------ |
| 1.  | Simon Grossegger           | 380    |
| 2.  | Leon Kristoffer Kjøllestad | 293    |
| 3.  | Aaron Hochenegg            | 288    |
| 4.  | Victor Hugo Sivle          | 207    |
| 5.  | Maximilian Ferner          | 204    |
| 6.  | Tobias Chenetti            | 186    |
| 7.  | Max Mammey                 | 160    |
| 8.  | Marek Potančok             | 150    |
| =   | Till Messerschmidt         | 150    |
| 10. | Samuele Beltrame           | 130    |
| ... |                            |        |
| 16. | Jan Stopka                 | 95     |
| 24. | Jakub Pabin                | 74     |

| Lp. | Zawodnik                            | Punkty |
| --- | ----------------------------------- | ------ |
| 1.  | Rostysław Kiraszczuk                | 256    |
| 2.  | Hektor Kapustík                     | 232    |
| 3.  | Illa Czebołda                       | 225    |
| 4.  | Alvin Le                            | 200    |
| 5.  | Jiří Kubalák                        | 192    |
| 6.  | Levi Hofmann                        | 190    |
| =   | Maximilian Vorderegger              | 190    |
| 8.  | Mikołaj Wantulok                    | 150    |
| =   | Ingmar Wikstrom Hilmarsen           | 150    |
| 10. | Jørgen Andreas Kristiansen Furfjord | 146    |
| ... |                                     |        |
| 18. | Piotr Nowak                         | 95     |
| 20. | Jakub Cichowlas                     | 88     |
| 23. | Michał Zarycki                      | 70     |
| 27. | Tymoteusz Dyduch                    | 58     |
| 37. | Kacper Wantulok                     | 40     |
| 65. | Adam Łupieżowiec                    | 3      |
| 68. | Jakub Czepczor                      | 1      |